# Klara Honegger
Klara Honegger, född 1860, död 1940, var en schweizisk feminist.
Hon spelade en framträdande roll i kampanjen för införandet av rösträtt för kvinnor i Schweiz, och var ordförande för Bund Schweizerischer Frauenvereine 1910-1916. 